# People Pie (2021)
People Pie 2021  è un album del gruppo musicale Africa Unite, pubblicato nel 2021 da Believe Digital sulle piattaforme digitali.

## Descrizione
Nel trentennale della prima uscita di People Pie gli Africa Unite reinterpretano i brani del disco con la nuova formazione della band.

## Tracce
1. Politics – 5:15
2. U Man Right – 4:13
3. Lionhorse Possee – 5:07
4. Rasta Soul – 3:17
5. Mr. Racist – 5:45
6. They Will Say – 4:32
7. Hope To Hope – 2:09
8. Cheap Trash Trinkets – 5:18
9. Madadub – 4:12

Durata totale: 39:48

## Formazione
- Bunna – voce, chitarra
- Madaski – sintetizzatori, campionatore, voce
- Gabriele Peradotto – sassofono
- Paolo Parpaglione – sassofono
- Marco Catania (Pakko) – basso
- Stefano Colosimo (Piri) – tromba
- Mr. T-bone – trombone
- Nicola Paparella (Papa Nico) – percussioni
- Marco Gentile (Benz) – chitarra
- Matteo Mammoliti (Mammolo) – batteria